# 바다는 비에 젖지 않는다
《바다는 비에 젖지 않는다》는 1986년 7월 27일에 MBC TV에서 방영되었던 베스트셀러극장이다.

## 줄거리
부둣가 한 켠에 있는 낡은 창고에 준구(정승호), 상철(최종원), 그리고 성게라는 별명을 가진 꼬마(안용남) 세 남자가 모여서 살고 있다. 이들 중 준구와 상철은 어두운 과거를 청산하고 부두에서 하역 일을 하고 있다. 어느 날 성게가 갈 곳이 없는 어떤 여성(임예진)을 창고에 데려 오면서 창고 안의 분위기가 크게 달라지게 되고 묘한 긴장감까지 돌게 되는데...

## 출연
- 정승호
- 최종원
- 임예진
- 안용남
- 윤문식
- 홍성민
- 김지영
- 김영인
- 양택조
- 김영님
- 정대홍
- 이은철
- 마형주
- 강용규
- 이규현
- 김주겸